# Aviosuperficie Monti della Tolfa
L'Aviosuperficie Monti della Tolfa è una pista di atterraggio e decollo (aviosuperficie) di piccoli aerei situata nella frazione di Santa Severa Nord. È facilmente raggiungibile in macchina, trovandosi a 8 minuti dall'autostrada A12 Roma-Civitavecchia, uscita Santa Marinella-Santa Severa.

## Strutture e dati tecnici
La pista, in erba con fondo battuto è lunga 530 metri offre una larghezza utile di 18 metri e due vie di rullaggio/ fasce di sicurezza sui lati della larghezza di circa 10 metri.
Il QFU di pista è 12/30 e l'elevazione rispetto al livello del mare è 35 ft.
Una particolare attenzione va alla zona proibita (P128 rif. AIP Italia) situata ad Est del campo. Pertanto il circuito di traffico si effettua sempre a Nord del campo, più precisamente è destro per la pista 30 e sinistro per la pista 12, atterrando per quest'ultima è necessario evitare il sorvolo del piccolo centro abitato situato a Nord-Ovest rispetto alla pista.